# Кримський екзархат УГКЦ
Кримський екзархат — екзархат Української греко-католицької церкви з осідком у Сімферополі. Утворений 13 лютого 2014 року шляхом виокремлення з Одесько-Кримського екзархату.

## Історія
Традиція церкви східного обряду в єдності з Апостольською Столицею в Криму сягає корінням давніх часів. Ще у XII—XV ст. серед грецького населення Кафи (сучасної Феодосії) спроби церковної унії між Римом і Константинополем знаходили підготований і сприятливий ґрунт. 12 грудня 1452 р. у соборі Святої Софії було підтверджено Флорентійську унію, проголошену ще 6 червня 1439 р.: вона дозволила генуезцям позитивно впливати на православне населення кримських володінь. Невдовзі до Кафи, що номінально входила до Сугдейської єпархії, для православних греків почали призначати єпископа східного обряду, висвяченого Папою. Перший унійний єпископ Кафи згадується без імені у 1464—1465 рр.; після його смерті у 1468 р. нового ієрарха мав обрати клір і народ, проте цю справу доручили Папі Павлу II, що призначив до Кафи колишнього архієпископа Амасії (Туреччина) Пахомія. Новий ієрарх був вбитий розбійниками, коли прямував з Риму до Кафи суходолом. 6 липня 1472 р. Папа Сикст IV, наступник Павла II, своєю буллою призначив на престол єпископа Кафи колишнього тамтешнього священика Миколая, що прибув до міста наприкінці 1474 р. У 1475 р. Кафу захопили турки, зробивши її головним містом своїх володінь на півострові. Останній уніатський єпископ Кафи, обраний населенням для греків Кафи і Солдаї (Судака), як було зазначено у буллі Папи Сикста IV, мав титул Фульського; вочевидь, таку назву було надано задля уникнення ототожнення з Кафським і Солдайським римо-католицькими єпископами. Такий титул уніатського єпископа фіксується ще у 1484 р., коли у Константинополі відбувся собор проти унії. Відтоді у Кафі функціонування католицьких релігійних громад та діяльність їхніх ієрархів була унеможливлена через адміністративне домінування православ'я; при цьому уніати міста зберігали підтримувані турками права на церковне і парафіяльне майно.
У середині XV — на початку XVI ст. Херсонеською єпархією, до якої входило лише знелюдніле місто Херсонес, керував митрополит-«уніат», який мешкав у навколишніх селах, що належали генуезцям; згодом єпархія через занепад злилася з Готською. Також у джерелах згадуються дві Фульські єпархії — православна та «уніатська»: письмова згадка про першу з'явилася наприкінці IX ст., близько 1156 р. ця єпархія була об'єднана з Сугдейською, після чого обидві були піднесені до статусу митрополії.
На початку XIX століття серед документів, прийнятих з Новоросійського губернського правління комісією, заснованою для розбору суперечок щодо земель та визначення повинностей на Кримському півострові, перебувала справа про відведення землі для церков та поселень, сформована за клопотаннями католицького архієпископа-митрополита Могильовського Станіслава Богуша-Сестренцевича та греко-католицького архієпископа Полоцького (з 1783 р.) Іраклія Лісовського. Ймовірно, прохання були подані у період 1783—1791 рр. — від анексії Кримського ханства Російською імперією до смерті князя Григорія Потьомкіна, що титулувався «таврійським генерал-губернатором» і чий підпис стояв на справі. У 1795—1798 рр. Іраклій Лісовський був адміністратором унійної церкви в Литві, Білорусі та Україні, з липня 1806 року до своєї смерті у 1809 році мав титул унійного митрополита Київського, Галицького і всієї Русі. Про поширення духовної влади Лісовського на Кримський півострів достеменно невідомо, однак у публіцистиці початку XX століття (зокрема, у працях Миколи Родзевича) йдеться про те, що на початку XIX століття значну частину землі в місті Старий Крим і його околицях «було віддано католикам та уніатам».
17 вересня 1939 р., відповідно до пакту Ріббентропа-Молотова західні землі України були приєднані до УРСР. Того ж дня митрополит Андрей Шептицький призначив екзархів на території СРСР і негайно звернувся до Святого Престолу з проханням про затвердження нових призначень. Через радянську окупацію Галичини контакти з Апостольською Столицею були унеможливлені. Лише 22 грудня 1941 р., під час окупації України військами нацистської Німеччини, митрополит Шептицький отримав з Конгрегації Східної Церкви інформацію про те, що Папа Пій підтвердив призначення екзархів. Зокрема, згідно з декретом Святого Престолу, єпископ Йосиф Сліпий був призначений екзархом Великої України. Після арешту в квітні 1945 р., він, а також єпископ Миколай Чарнецький під час допитів свідчили, що до душпастирської території Йосифа Сліпого як екзарха, крім Великої України, належали також Кавказ та Крим; у документах Конгрегації ця інформація відсутня.
Першою громадою УГКЦ, заснованою на території Кримського півострова у наші дні, вважається парафія Успіння Пресвятої Богородиці у Севастополі, яка була де-факто зареєстрована ще в СРСР напередодні його розпаду — 19 серпня 1991 р. (інші джерела наводять дату 27 серпня 1991 р. — ймовірно, як дату реєстрації вже в незалежній державі Україна Гагарінською районною державною адміністрацією Севастополя) — і входила до Києво-Вишгородського екзархату УГКЦ. Громада була створена за ініціативи очільниці Севастопольської міської організації Союзу українок Богдани Процак (1945—2017), що стала її першою головою. Реєстрації громади сприяли голова Севастопольської міської державної адміністрації Іван Єрмаков та голова депутатської групи «Україна» офіцер ВМСУ Ігор Тенюх. Підписи під ініціативним листом, крім Б. Процак та І. Тенюха, поставили також правозахисник Микола Кічмар (1952—1992), родини Миколи Гука, Володимира Холодюка, Володимира Притули, Стефанії Садчук, Заторської-Топіліної, Яковенків та ін. Значну підтримку УГКЦ в Севастополі надав перший голова осередку Всеукраїнського товариства «Просвіта» ім. Т. Шевченка в Сімферополі Михайло Бучинський. Протягом перших двох років існування громади богослужіння на великі свята для її вірян на території музею-заповідника «Херсонес Таврійський» проводили семінаристи та клірики Львівської духовної семінарії Святого Духа; приміщення для богослужінь надавав Севастопольський військово-морський інститут ім. П. С. Нахімова. Богослужіння також відбувалися у помешканні Б. Процак та в орендованих помешканнях настоятелів парафії. Згодом, коли голова Севастопольського міського осередку «Просвіти» Микола Гук отримав приміщення для організації, з'явилася можливість проводити богослужіння у більшій залі. У січні 2001 р. відбулося відкриття храму УГКЦ в приміщенні колишньої крамниці на 10-му кілометрі Балаклавського шосе, наданому в оренду за символічну платню: до цього чималих зусиль доклала працівниця агрофірми «Золота балка» Марія Гукова, яка організувала засновану засновану у 1997 р. громаду УГКЦ в ім'я апостола Андрія Первозваного у Балаклавському районі Севастополя.
Настоятелями парафій УГКЦ у Севастополі, функціонуванню яких постійний опір чинили представники міської влади та Севастопольського благочиння УПЦ МП, були о. Анатолій Мазурик (нині покійний; 1993—1996), о. Микола Бердник, о. Петро Кам'янський, о. Микола Квич (~2004–2014). У 2002 р. парафіяни УГКЦ в Севастополі отримали земельну ділянку розміром 10 соток для будівництва храму, однак для забудови були придатні лише близько 4 соток через межування та обтяження; після звернення громади Севастопольська міська державна адміністрація надала дозвіл на збір документів для відведення земельної ділянки в натурі. У квітні 2011 р. громада була змушена звертатися з цього питання до Генеральної прокуратури України.
До Києво-Вишгородського екзархату УГКЦ увійшла парафія в ім'я перенесення мощів Миколая Чудотворця в Ялті, зареєстрована 24 квітня 1992 р. виконавчим комітетом Ялтинської міської ради АР Крим: її формування відбулося після легалізації УГКЦ в СРСР наприкінці 1980-х рр. зусиллями міського осередку Всеукраїнського товариства «Просвіта» ім. Т. Шевченка за ініціативи Лідії Бучинської. Рішення про утворення релігійної громади УГКЦ було прийняте під час зібрання 25 жовтня 1990 р.; її головою було обрано Наталю Матуляк. На початку існування громада налічувала від 9 до 25 осіб, переважно вихідців із західних регіонів України. Першим настоятелем громади став о. Микола Шевчук, відряджений на прохання ялтинських греко-католиків зі Львівської єпархії УГКЦ. Після того, як будівлю римо-католицького храму в Ялті було передано місцевим вірянам, за спільною домовленістю богослужіння в ній проводилися для громади УГКЦ, члени якої брали участь разом із римо-католиками у боротьбі за повернення культового приміщення та у ремонтних роботах. У 1995—1997 рр. настоятелем ялтинської парафії був о. Валерій Лозинський, у 1997—2000 рр. — о. Назарій Лех, з 15 жовтня 2000 р. до березня 2014 р. — о. Ігор Гаврилів, що виконував обов'язки декана Кримського деканату УГКЦ. З моменту реєстрації ялтинська громада УГКЦ добивалася виділення земельної ділянки для будівництва храму. Позитивне рішення Ялтинська міська рада надала 22 травня 2005 р., проте ділянка була розташована на сейсмічно нестабільному ґрунті. Незабаром рішення міськради ініціативна група, налаштована проти діяльності УГКЦ в Криму і сформована в тому числі з прихильників УПЦ МП, оскаржувала в судах. У серпні 2013 р. на земельну ділянку проникли невідомі зловмисники, які незаконно змінили замок на вхідних воротах, позрізували окремі дерева, вирвали та викинули на смітник хрест, встановлений на знак освячення місця: акт вандалізму було зафіксовано оперативною групою міліції, яка прибула на виклик настоятеля. У День Незалежності, 24 серпня 2013 р., хрест відновили та освятили.
13 червня 2011 р. в селищі Відрадному Ялтинської міськради було освячено перший у Криму збудований за канонами храм УГКЦ в ім'я Пресвятої Трійці, спорудження якого тривало 10 місяців зусиллями та коштами родини підприємця Петра Токача на його приватній земельній ділянці. 8 грудня 2012 р. під час прощі екзарх Одесько-Кримський Василь (Івасюк) своїм архієрейським благословенням надав храмові статус паломницького центру.
19 травня 1992 р. виконавчий комітет Сімферопольської міської ради АР Крим зареєстрував парафію УГКЦ в ім'я священномученика Йосафата Кунцевича, члени якої домагалися надання земельної ділянки під побудову храму з 2005 р.; богослужіння постійно відбувалися у спеціально облаштованій вітальні будинку, в якому мешкав парафіяльний священик. У 2010 р. громада отримала земельну ділянку площею 0,34 га біля Української гімназії, проте вона була зайнята спорудами, самовільно збудованими родинами репатрійованих кримських татар. Пропозицію представників міської ради Сімферополя щодо знесення нелегальних будівель заради спорудження каплиці настоятель громади о. Віктор Гуменюк відкинув; за порадою можновладців він оформив запит до Меджлісу кримськотатарського народу щодо цього питання, проте не отримав відповіді.
У 2001 р. Синод єпископів УГКЦ ухвалив рішення про створення Одесько-Кримського екзархату; у 2003 р. воно було затверджене Папою Римським Іваном Павлом II. 28 липня 2003 р. було засновано Одесько-Кримський екзархат УГКЦ, територія якого охопила Одеську, Миколаївську, Херсонську, Кіровоградську області та АР Крим. Екзархат очолив екзарх Одесько-Кримський Василь (Івасюк).
30 серпня 2004 р. виконавчий комітет Керченської міської ради зареєстрував парафію святих рівноапостольних Володимира та Ольги УГКЦ. У 2010—2011 рр. кількість її вірян з 20 осіб зросла до 50. Парафія була презентована вихідцями з Галичини, Кіровоградської, Одеської та Черкаської областей. У 2006—2012 рр. настоятелем громади був о. Валерій Сембрат. З 2007 р. члени громади безрезультатно добивалися від місцевої влади надання земельної ділянки для будівництва храму. Зрештою, на аукціоні було придбано занедбане приміщення біля залізничного вокзалу площею 130 кв. м, з якого планувалося зробити каплицю для проведення богослужінь. 19 грудня 2010 р. у храмовому приміщенні відбулося перше богослужіння; 16 січня 2011 р. екзарх Одесько-Кримський Василь (Івасюк) освятив храм.
20 травня 2005 р. виконавчий комітет Євпаторійської міської ради зареєстрував парафію Покрови Пресвятої Богородиці УГКЦ, настоятелем якої весь час її існування був о. Богдан Костецький. На початку єдиною парафіянкою була Віра Ковальчук. За півроку існування громада зросла до кількох десятків осіб, однак не мала власного храму і орендувала приміщення у бібліотеці центральної курортної поліклініки на набережній ім. Горького, де було облаштовано каплицю. Після низки відмов місцевої влади надавати землю під будівництво храму безкоштовно, громада за допомогою екзарха Одесько-Кримського Василя (Івасюка) та жертводавців придбала земельну ділянку, на якій розпочалося будівництво Свято-Покровського храму.
Протягом 2002—2007 рр. в АР Крим і м. Севастополі були зареєстровані інші громади УГКЦ:
- св. Василія Великого (2002 р., с. Гончарне Балаклавського району Севастополя; велося будівництво храму);
- Різдва Пресвятої Богородиці (2002 р., м. Алушта; богослужіння відбувалися у приватному помешканні);
- Воскресіння Христового (2003 р., селище Паркове Ялтинської міськради АР Крим);
- Святої Трійці (2005 р., м. Джанкой);
- перенесення мощів св. Миколая (2005 р., Ялта);
- св. Миколая (2007 р., с. Маленьке Сімферопольського району АР Крим).

13 лютого 2014 р. глава УГКЦ Верховний архієпископ Києво-Галицький Святослав (Шевчук) за згодою Синоду єпископів УГКЦ та Апостольської Столиці створив Кримський екзархат УГКЦ, виокремивши його з Одесько-Кримського екзархату УГКЦ. Екзархат охоплює територію АР Крим і м. Севастополя. Тимчасовим адміністратором екзархату став протоієрей Михаїл Бубній. До складу Кримського екзархату УГКЦ на території АР Крим, імовірно, увійшли 9 громад, у Севастополі — 3; за іншими даними, він мав 11 парафій на території Кримського півострова.
Становлення та розвиток структур УГКЦ у Криму навіть в умовах незалежності України відбувалися у складних обставинах як через організаційні труднощі, так нерідко й через протидію місцевих і регіональних органів влади та самоврядування, шовіністично налаштованих проросійських політичних сил і домінуючої в регіоні УПЦ МП. Одними з головних проблем парафій були відсутність храмів та штучні перешкоди їх спорудженню. Богослужіння доводилося відправляти або в храмах інших конфесій (як це було в Ялті та Керчі, де віряни збиралися у римо-католицьких костелах, доки не були облаштовані власні храми), або в помешканнях священиків (Сімферополь) чи спеціально пристосованих приміщеннях (Євпаторія, Севастополь).

### В окупації
Після окупації АР Крим і Севастополя у лютому 2014 р. ситуація для Кримського екзархату УГКЦ різко погіршилася. Майже всі священики та частина вірян були змушені залишити Крим через антиукраїнську істерію, інформаційно-психологічний, адміністративний, судовий і позасудовий тиск на українську громаду Криму загалом з боку держави-агресора та колаборантів, а також через порушення прав на свободу совісті і віросповідання. Через наявні в РФ релігійні обмеження (реєстрація кожного парафіянина, недопуск до богослужінь осіб, відсутніх у парафіяльних списках, заборона проводити богослужіння поза межами храму та оприлюднювати факти з життя релігійної громади, що може бути витлумачене як «незаконна місіонерська діяльність», тощо), а також через фізичний та інший тиск деякі парафіяни припинили відвідувати богослужіння у храмах УГКЦ. За інформацією кліру УГКЦ, після т. зв. «кримської весни» «голова республіки Крим» Сєрґєй Аксьонов заявляв, що в Криму «ніякої греко-католицької церкви не буде»
15 березня 2014 р. в Севастополі російські силовики після богослужіння викрали священика парафії Успіння Пресвятої Богородиці УГКЦ у Севастополі, головного капелана ВМСУ Миколу Квича. Доки його утримували протягом 12 годин, у його помешканні відбувся обшук, під час якого було вилучено 10 бронежилетів, які о. Микола планував передати журналістам та українським військовослужбовцям. Священикові інкримінували «терористичну діяльність» і погрожували позбавленням волі на 15 років у російській в'язниці. Під час обшуку та допиту зрадники з-поміж співробітників СБУ та МВС України, що перейшли на бік держави-агресора, та службовці контррозвідки РФ застосовували до о. Миколи фізичну силу та вимагали від нього розмовляти російською мовою, заявляючи, що «ніякої української тут не буде». 16 березня 2014 р. о. Микола Квич був змушений залишити Крим. У той же час у Сімферополі було здійснено напад на приватний будинок, у якому була розташована каплиця УГКЦ. На о. Ігоря Гавриліва, який на початку 2014 р. був деканом Кримського деканату УГКЦ, чинився тиск з метою його переходу до УПЦ МП. Настоятель євпаторійської громади о. Богдан Костецький був допитаний у брутальній формі, а також пізніше розповідав про погрози священикам УГКЦ. Всі греко-католицькі священики змушені були вивезти свої родини з Криму, а потім у березні 2014 р. й самі виїхати. Ще навесні 2014 р. о. Богдан Костецький з деякими членами родини повернувся до парафіян у Євпаторію. Пізніше для проведення богослужінь до Криму прибули три ченці різних згромаджень. 22 грудня 2014 р. Апостольська Столиця призначила о. Богдана Костецького делегатом пастирського округу Католицької церкви в Криму для вірян східного обряду.
Після зустрічі президента РФ Владіміра Путіна з Папою Римським Франциском у 2015 р. українським греко-католикам у Криму було запропоновано перереєструватися за російським законодавством, але не як частина УГКЦ: представникам Кримського екзархату УГКЦ було заявлено, що назви «українська» та «греко-католицька» у «російському» Криму неможливі.
За даними УГКЦ, станом на 2015 р. її громади в Криму нараховували 2,5 тис. парафіян. У 2016 р. парафії у Севастополі, Керчі, Ялті, Сімферополі і Євпаторії вимушено перереєструвалися як екзархат Католицької церкви візантійського обряду, який безпосередньо підлягає Святому Престолові. Станом на 2017 р. ці парафії обслуговували 2 священики. Того ж року єпископ Михаїл (Бубній) нагадав, що під час «перереєстрації» громад УГКЦ в Криму виникла вимога отримання нового найменування для парафій, яке б не містило слів «українська» та «греко-католицька»; після консультацій з Апостольським Нунцієм в Україні та Апостольською Столицею було напрацьоване рішення щодо зміни назви заради запобігання втраті парафій та вірян.
У 2016 р. греко-католицьку громаду в Євпаторії позбавили приміщення у бібліотеці центральної курортної поліклініки, яке тривалий час використовувалося як каплиця. У 2017 р. «Ленінський районний суд» у Севастополі призупинив на 2 тижні діяльність греко-католицької громади за те, що богослужіння проводив священик-громадянин України без російського «патенту» або «дозволу на працю»; самого клірика депортували із забороною в'їзду на територію РФ і Кримського півострова. На греко-католицькі парафії Криму також чиниться тиск через накладання штрафів. Так, навесні 2019 р. парафію в Севастополі було оштрафовано за відсутність вивіски з повною назвою релігійної організації на будівлі храму. У жовтні 2020 р. «мировий суддя» за аналогічне «порушення» наклав на ялтинську громаду штраф у розмірі 30 тис. рублів.
Станом на 2022 р. греко-католицькі громади на території Криму не мали власних інформаційних ресурсів. Сайт Кримського деканату УГКЦ припинив своє існування ще у 2014—2015 рр. На офіційних ресурсах УГКЦ оприлюднюється небагато інформації про життя греко-католиків на півострові. При цьому стан релігійних громад у Криму, які мають проблеми катастрофічного браку священнослужителів, адміністративного тиску та подальшого відпливу осіб молодого та середнього віку, дає привід прогнозувати їхню стагнацію та повільний занепад аж до зникнення.

## Опис
Кримський Верховноархієпископський екзархат охоплює територію Автономної Республіки Крим та Севастопольської міської ради з осідком у Сімферополі.
Адміністратором екзархату до часу інтронізації новойменованого Екзарха Кримського буде владика Михайло (Бубній).
Головним військовим капеланом Кримського екзархату став Микола (Квич), що виконував цю роль раніше й у Одесько-Кримському екзархаті.

## Адміністративний поділ
До складу Екзархату входить 1 деканат: Кримський.